# Amsterdams stadsarkiv

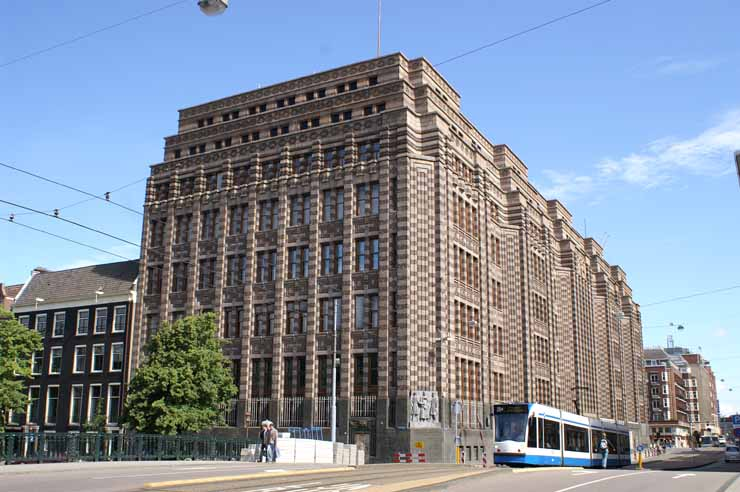
Amsterdams stadsarkiv huserar i "De Bazel".

Amsterdams stadsarkiv (nederländska: Stadsarchief Amsterdam) bevarar och förvaltar information från Amsterdam.